# Okręg wyborczy nr 31 do Sejmu Rzeczypospolitej Polskiej (1993–2001)
Okręg wyborczy nr 31 do Sejmu Rzeczypospolitej Polskiej (1993–2001) obejmował województwo ostrołęckie. W ówczesnym kształcie został utworzony w 1993. Wybieranych było w nim 4 posłów w systemie proporcjonalnym.
Siedzibą okręgowej komisji wyborczej była Ostrołęka.

## Wyniki wyborów
| Podział 4 mandatów: SLD: 1 PSL: 3 |

| Podział 4 mandatów: SLD: 1 PSL: 1 AWS: 2 |

## Reprezentanci okręgu
| Sejm | Rok  | Poseł KW                                      | Poseł KW                                      | Poseł KW                                      | Poseł KW                                      | Poseł KW                                      | Poseł KW                                      | Poseł KW                                      | Poseł KW                                      |
| ---- | ---- | --------------------------------------------- | --------------------------------------------- | --------------------------------------------- | --------------------------------------------- | --------------------------------------------- | --------------------------------------------- | --------------------------------------------- | --------------------------------------------- |
| II   | 1993 |                                               | J. Kalinowski PSL                             |                                               | A. Łuczak PSL                                 |                                               | W. Majewski SLD                               |                                               | W. Opęchowski PSL                             |
| III  | 1997 |                                               | J. Kalinowski PSL                             | H. Dykty AWS                                  |                                               | Z. Chrzanowski AWS                            | W. Majewski SLD                               |                                               |                                               |
| IV   | 2001 | okręg zniesiony – patrz okręgi nr 18, 20 i 35 | okręg zniesiony – patrz okręgi nr 18, 20 i 35 | okręg zniesiony – patrz okręgi nr 18, 20 i 35 | okręg zniesiony – patrz okręgi nr 18, 20 i 35 | okręg zniesiony – patrz okręgi nr 18, 20 i 35 | okręg zniesiony – patrz okręgi nr 18, 20 i 35 | okręg zniesiony – patrz okręgi nr 18, 20 i 35 | okręg zniesiony – patrz okręgi nr 18, 20 i 35 |

### Wybory parlamentarne 1993
| Komitet wyborczy                                      | Komitet wyborczy                                     | Głosów | %     | Mandaty | Wybrani posłowie                                           |
| ----------------------------------------------------- | ---------------------------------------------------- | ------ | ----- | ------- | ---------------------------------------------------------- |
|                                                       | Polskie Stronnictwo Ludowe                           | 33 069 | 27,31 | 3       | Jarosław Kalinowski, Aleksander Łuczak, Wiesław Opęchowski |
|                                                       | Sojusz Lewicy Demokratycznej                         | 20 472 | 16,91 | 1       | Wit Majewski                                               |
|                                                       | Katolicki Komitet Wyborczy „Ojczyzna”                | 12 804 | 10,58 | –       |                                                            |
|                                                       | Unia Demokratyczna                                   | 7554   | 6,24  | –       |                                                            |
|                                                       | Partia X                                             | 6052   | 5,00  | –       |                                                            |
|                                                       | Bezpartyjny Blok Wspierania Reform                   | 5476   | 4,52  | –       |                                                            |
|                                                       | Niezależny Samorządny Związek Zawodowy „Solidarność” | 5175   | 4,27  | –       |                                                            |
|                                                       | Koalicja dla Rzeczypospolitej                        | 4960   | 4,10  | –       |                                                            |
|                                                       | Porozumienie Centrum                                 | 4873   | 4,02  | –       |                                                            |
|                                                       | Unia Pracy                                           | 4625   | 3,82  | –       |                                                            |
|                                                       | Konfederacja Polski Niepodległej                     | 4441   | 3,67  | –       |                                                            |
|                                                       | Polskie Stronnictwo Ludowe – Porozumienie Ludowe     | 4235   | 3,50  | –       |                                                            |
|                                                       | Unia Polityki Realnej                                | 2827   | 2,33  | –       |                                                            |
|                                                       | Kongres Liberalno-Demokratyczny                      | 2685   | 2,22  | –       |                                                            |
|                                                       | Samoobrona – Leppera                                 | 1825   | 1,51  | –       |                                                            |
| Frekwencja: 45,95% Źródło: Państwowa Komisja Wyborcza |                                                      |        |       |         |                                                            |

Poniższa tabela przedstawia podział mandatów dla komitetów wyborczych na podstawie uzyskanych głosów, a następnie obliczonych ilorazów wyborczych na podstawie metody D’Hondta.
| Podział mandatów dla komitetów wyborczych na podstawie metody D’Hondta | Podział mandatów dla komitetów wyborczych na podstawie metody D’Hondta | Podział mandatów dla komitetów wyborczych na podstawie metody D’Hondta | Podział mandatów dla komitetów wyborczych na podstawie metody D’Hondta | Podział mandatów dla komitetów wyborczych na podstawie metody D’Hondta | Podział mandatów dla komitetów wyborczych na podstawie metody D’Hondta | Podział mandatów dla komitetów wyborczych na podstawie metody D’Hondta | Podział mandatów dla komitetów wyborczych na podstawie metody D’Hondta | Podział mandatów dla komitetów wyborczych na podstawie metody D’Hondta |
| Komitet wyborczy                                                       | Komitet wyborczy                                                       | Liczba głosów                                                          | Iloraz wyborczy                                                        | Iloraz wyborczy                                                        | Iloraz wyborczy                                                        | Iloraz wyborczy                                                        | Mandaty                                                                | TP                                                                     |
| Komitet wyborczy                                                       | Komitet wyborczy                                                       | Liczba głosów                                                          | /1                                                                     | /2                                                                     | /3                                                                     | /4                                                                     | Mandaty                                                                | TP                                                                     |
| ---------------------------------------------------------------------- | ---------------------------------------------------------------------- | ---------------------------------------------------------------------- | ---------------------------------------------------------------------- | ---------------------------------------------------------------------- | ---------------------------------------------------------------------- | ---------------------------------------------------------------------- | ---------------------------------------------------------------------- | ---------------------------------------------------------------------- |
|                                                                        | Polskie Stronnictwo Ludowe                                             | 33 069                                                                 | 33 069                                                                 | 16 535                                                                 | 11 023                                                                 | 8267                                                                   | 3                                                                      | 1,75                                                                   |
|                                                                        | Sojusz Lewicy Demokratycznej                                           | 20 472                                                                 | 20 472                                                                 | 10 236                                                                 | 6824                                                                   | 5118                                                                   | 1                                                                      | 1,08                                                                   |
|                                                                        | Unia Demokratyczna                                                     | 7554                                                                   | 7554                                                                   | 3777                                                                   | 2518                                                                   | 1889                                                                   | 0                                                                      | 0,40                                                                   |
|                                                                        | Bezpartyjny Blok Wspierania Reform                                     | 5476                                                                   | 5476                                                                   | 2738                                                                   | 1825                                                                   | 1369                                                                   | 0                                                                      | 0,29                                                                   |
|                                                                        | Unia Pracy                                                             | 4625                                                                   | 4625                                                                   | 2313                                                                   | 1542                                                                   | 1156                                                                   | 0                                                                      | 0,24                                                                   |
|                                                                        | Konfederacja Polski Niepodległej                                       | 4441                                                                   | 4441                                                                   | 2222                                                                   | 1480                                                                   | 1110                                                                   | 0                                                                      | 0,23                                                                   |
| Ogółem                                                                 | Ogółem                                                                 | 75 637                                                                 | –                                                                      | –                                                                      | –                                                                      | –                                                                      | 4                                                                      | 4                                                                      |

### Wybory parlamentarne 1997
| Komitet wyborczy                                      | Komitet wyborczy                          | Głosów | %     | Mandaty | Wybrani posłowie                   |
| ----------------------------------------------------- | ----------------------------------------- | ------ | ----- | ------- | ---------------------------------- |
|                                                       | Akcja Wyborcza Solidarność                | 41 843 | 35,45 | 2       | Henryk Dykty, Zbigniew Chrzanowski |
|                                                       | Sojusz Lewicy Demokratycznej              | 21 298 | 18,04 | 1       | Wit Majewski                       |
|                                                       | Polskie Stronnictwo Ludowe                | 18 852 | 15,97 | 1       | Jarosław Kalinowski                |
|                                                       | Ruch Odbudowy Polski                      | 10 897 | 9,23  | –       |                                    |
|                                                       | Unia Wolności                             | 9717   | 8,23  | –       |                                    |
|                                                       | Unia Pracy                                | 4775   | 4,05  | –       |                                    |
|                                                       | Krajowa Partia Emerytów i Rencistów       | 4079   | 3,46  | –       |                                    |
|                                                       | Unia Prawicy Rzeczypospolitej             | 2338   | 1,98  | –       |                                    |
|                                                       | Krajowe Porozumienie Emerytów i Rencistów | 2172   | 1,84  | –       |                                    |
|                                                       | Blok dla Polski                           | 2074   | 1,76  | –       |                                    |
| Frekwencja: 42,23% Źródło: Państwowa Komisja Wyborcza |                                           |        |       |         |                                    |

Poniższa tabela przedstawia podział mandatów dla komitetów wyborczych na podstawie uzyskanych głosów, a następnie obliczonych ilorazów wyborczych na podstawie metody D’Hondta.
| Podział mandatów dla komitetów wyborczych na podstawie metody D’Hondta | Podział mandatów dla komitetów wyborczych na podstawie metody D’Hondta | Podział mandatów dla komitetów wyborczych na podstawie metody D’Hondta | Podział mandatów dla komitetów wyborczych na podstawie metody D’Hondta | Podział mandatów dla komitetów wyborczych na podstawie metody D’Hondta | Podział mandatów dla komitetów wyborczych na podstawie metody D’Hondta | Podział mandatów dla komitetów wyborczych na podstawie metody D’Hondta | Podział mandatów dla komitetów wyborczych na podstawie metody D’Hondta | Podział mandatów dla komitetów wyborczych na podstawie metody D’Hondta |
| Komitet wyborczy                                                       | Komitet wyborczy                                                       | Liczba głosów                                                          | Iloraz wyborczy                                                        | Iloraz wyborczy                                                        | Iloraz wyborczy                                                        | Iloraz wyborczy                                                        | Mandaty                                                                | TP                                                                     |
| Komitet wyborczy                                                       | Komitet wyborczy                                                       | Liczba głosów                                                          | /1                                                                     | /2                                                                     | /3                                                                     | /4                                                                     | Mandaty                                                                | TP                                                                     |
| ---------------------------------------------------------------------- | ---------------------------------------------------------------------- | ---------------------------------------------------------------------- | ---------------------------------------------------------------------- | ---------------------------------------------------------------------- | ---------------------------------------------------------------------- | ---------------------------------------------------------------------- | ---------------------------------------------------------------------- | ---------------------------------------------------------------------- |
|                                                                        | Akcja Wyborcza Solidarność                                             | 41 843                                                                 | 41 843                                                                 | 20 922                                                                 | 13 948                                                                 | 10 461                                                                 | 2                                                                      | 1,80                                                                   |
|                                                                        | Sojusz Lewicy Demokratycznej                                           | 21 298                                                                 | 21 298                                                                 | 10 649                                                                 | 7099                                                                   | 5325                                                                   | 1                                                                      | 0,92                                                                   |
|                                                                        | Polskie Stronnictwo Ludowe                                             | 18 852                                                                 | 18 852                                                                 | 9426                                                                   | 6284                                                                   | 4713                                                                   | 1                                                                      | 0,81                                                                   |
|                                                                        | Ruch Odbudowy Polski                                                   | 10 897                                                                 | 10 897                                                                 | 5449                                                                   | 3632                                                                   | 2724                                                                   | 0                                                                      | 0,47                                                                   |
|                                                                        | Unia Wolności                                                          | 9717                                                                   | 9717                                                                   | 4859                                                                   | 3239                                                                   | 2429                                                                   | 0                                                                      | 0,42                                                                   |
| Ogółem                                                                 | Ogółem                                                                 | 92 890                                                                 | –                                                                      | –                                                                      | –                                                                      | –                                                                      | 4                                                                      | 4                                                                      |